# كمال الدين تاجيف
كمال الدين تاجيف (3 مايو 1983 بجيزك في أوزبكستان - ) هو لاعب كرة قدم أوزبكستاني في مركز الدفاع. شارك مع منتخب أوزبكستان لكرة القدم. أما مع النوادي، فقد لعب مع جيانغسو سونينغ ونادي باختاكور طشقند ونادي سوغديانا جيزك.

## روابط خارجية
- كمال الدين تاجيف على موقع قاعدة بيانات كرة القدم.إي يو (الإنجليزية)
- كمال الدين تاجيف على موقع ناشيونال فوتبول تيمز (الإنجليزية)
- كمال الدين تاجيف على موقع Soccerway.com (الإنجليزية)